# Teatro Presidente

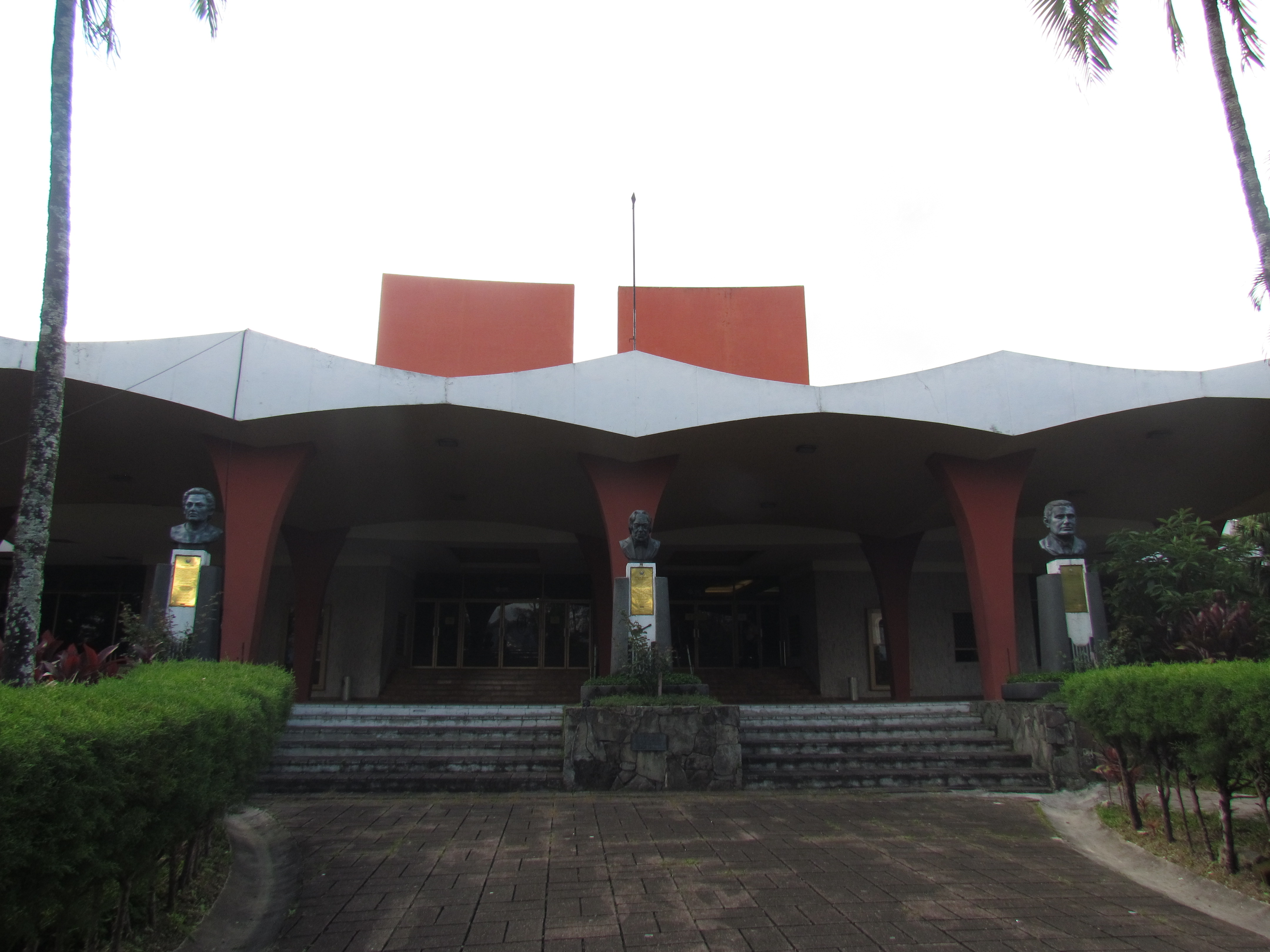
Teatro Presidente, San Salvador

Das Teatro Presidente von El Salvador befindet sich in der Hauptstadt San Salvador, bezogen auf die Sitzplatzkapazität ist es das größte Theater des Landes. Es liegt in unmittelbarer Nähe des Museo de Arte de El Salvador.

## Geschichte
Das Theater wurde am 1. Dezember 1971 während der Regierungszeit von Präsident Fidel Sánchez Hernández eröffnet. Ursprünglich wurde es geplant, um als Bühne für Veranstaltungen, Fernsehübertragungen von Regierung und Parlament zu dienen. In den späteren 1970er und in den 1980er Jahren wurde es auch als Kino verwendet. Die Immobilie war bis 1990 unter der Verwaltung des Ministeriums für Bildung. Heute wird das Theater von der Dirección Nacional de Artes betrieben und für verschiedene kulturelle Veranstaltungen wie Ballett, Oper, Konzerte, Vorträge und auch Präsentationen genutzt.
Das Theater hat eine Kapazität von 1429 Sitzplätzen und einen Orchestergraben vor der Bühne. Die Wandgemälde mit Motiven aus der Maya-Kultur wurden von den Künstlern Roberto Huezo und Roberto Galiciadie gemalt. Das Teatro Presidente ist derzeit Heimat des Sinfonieorchesters von El Salvador.